# دوران (منطق)
الدوران  لغة الطواف حول الشيء. واصطلاحا هو ترتب الشيء على الشيء الذي له صلوح العلية، كترتب الإسهال على مشرب السقمونيا، والشيء الأول يسمى دائرا، والثاني مدارا وهو على ثلاثة أقسام:
1. أن يكون المدار مدارا للدائرة وجودا لا عدما، كشرب السقمونيا للإسهال، فإنه إذا وجد وجد الإسهال، وأما إذا عدم فلا يلزم عدم الإسهال لجواز أن يحصل الإسهال بدواء آخر.
2. أن يكون المدار للدائر عدما لا وجودا، كالحياة للعلم، فإنها إذا لم توجد لم يوجد العلم، أما إذا وجدت فلا يلزم أن يوجد العلم.
3. أن يكون المدار مدارا للدائر وجودا وعدما، كالزنا الصادر عن المحصن، لوجوب الرجم عليه، فإنه كلما وجد وجب الرجم، ولما لو يوجد لم يجب.[1]